# Вуич, Георгий Иванович
Гео́ргий Ива́нович Ву́ич (19 февраля 1867 — 7 октября 1957, Ганьи) — русский офицер, придворный, управляющий Петербургской конторой Императорских театров.

## Биография
Православный. Из дворянского рода Вуичей. Сын профессора Николаевской академии Генерального штаба генерал-майора Ивана Васильевича Вуича и Павлы Николаевны Лори.
В 1888 году окончил Александровский лицей и поступил вольноопределяющимся в лейб-гвардии Конный полк. В следующем году был произведён в корнеты, в 1902 вышел в запас в чине ротмистра.
После выхода в запас был назначен управляющим Петербургской конторой Императорских театров. C 1903 года служил по Министерству Императорского Двора, с 1912 года — секретарём его церемониальной части; одновременно являлся герольдом ордена Святого Александра Невского.
Чины: коллежский советник (1906), статский советник (1909), состоял в звании камергера.
В Гражданскую войну участвовал в Белом движении на Севере России, был начальником личной канцелярии генерала Е. К. Миллера.
После поражения белых армий эмигрировал во Францию, жил в Париже. Состоял секретарём военного представителя в Париже, помогал эмигрантам. Позднее состоял председателем Объединения лейб-гвардии Конного полка. Последние годы жизни был пансионером Русского дома в Ганьи (пригород Парижа).
Скончался в 1957 году. Похоронен на кладбище Сент-Женевьев-де-Буа.
Был женат на Анне Ивановне Новиковой (1881—1949), актрисе, которая ранее была супругой актёра и драматурга Г. Г. Ге , племянника художника Н. Н. Ге; дочь Анны Ивановны от первого брака — Ия Ге (в будущем леди Абди) — воспитывалась в доме отчима.

## Награды
- Орден Святого Станислава 3-й ст.;
- орден Святой Анны 2-й ст.;
- медаль «В память царствования императора Александра III»;
- медаль «В память коронации Императора Николая II»;
- медаль «В память 100-летия Отечественной войны 1812»;
- медаль «В память 300-летия царствования дома Романовых».

Иностранные:
- французский орден Почётного легиона, кавалерский крест и офицерский крест;
- итальянский орден Короны, офицерский крест;
- мекленбург-шверинский орден Грифона, кавалерский крест;
- бухарская Золотой звезды 2-й ст.